# Parnassius bremeri
Parnassius bremeri är en fjärilsart som beskrevs av Bremer 1864. Parnassius bremeri ingår i släktet Parnassius och familjen riddarfjärilar. Inga underarter finns listade i Catalogue of Life.

## Bildgalleri

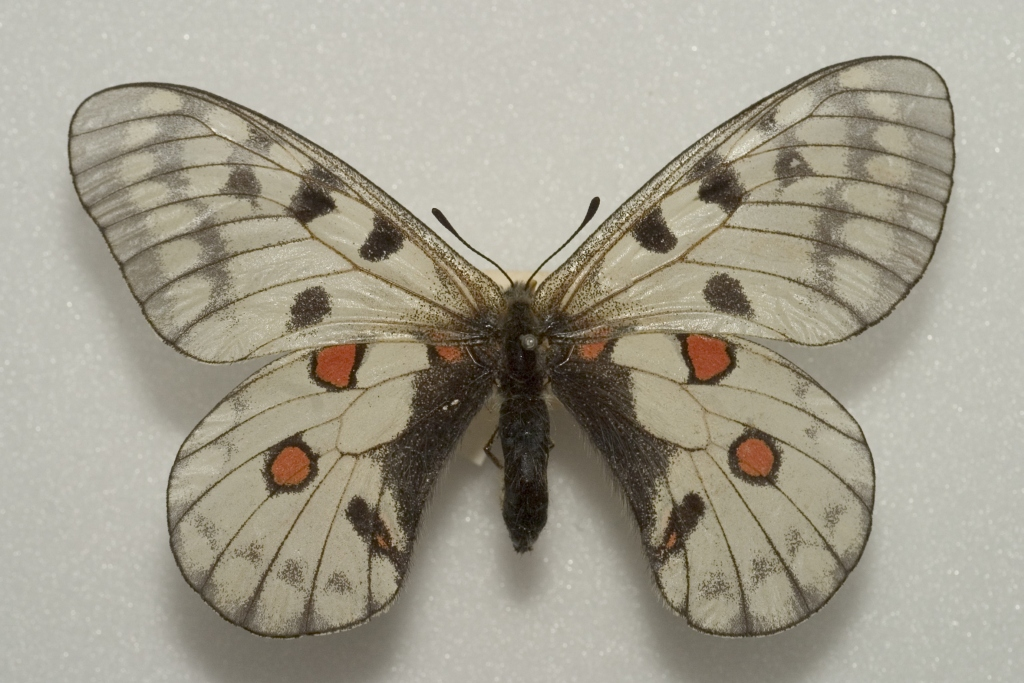
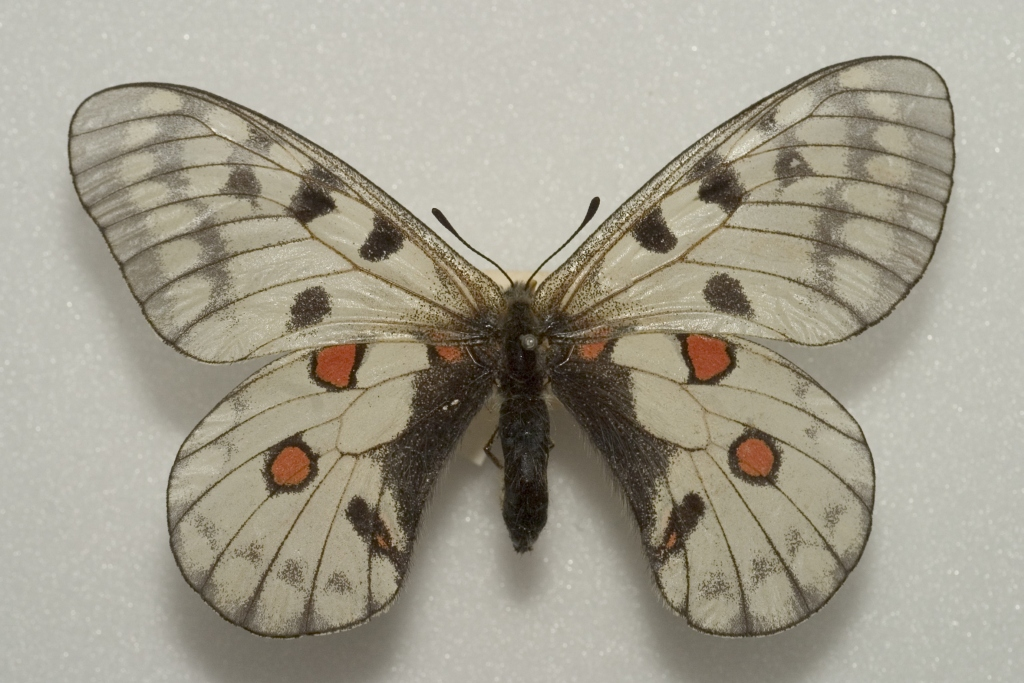